# 小行星4055
小行星4055（4055 Magellan），天文學臨時編號1985 DO2，是一顆阿莫爾型小行星，於1985年2月24日由天文學家埃莉諾·赫琳在美國帕洛马山天文台發現。該小行星以葡萄牙探險家斐迪南·麥哲倫命名。

## 外部連結
- JPL Small-Body Database Browser on 4055 Magellan （页面存档备份，存于）

| 前一小行星： 4054 Turnov | 小行星列表 | 後一小行星： 4056 Timwarner |